# Wario Land 3
Wario Land 3 är ett plattformsspel till Game Boy Color, utgivet av Nintendo. Detta spel tar vid där Wario Land II slutar. Över huvud taget är detta spel likt Wario Land II (grafikmässigt).

Efter att Wario havererat med sitt flygplan hittar han en grotta med en speldosa inuti. Han blir insugen i denna dosa och han måste nu klara av alla delar av den (Nord, Syd, Öst, Väst) för att kunna ta sig ur dosan.